# NDM Bahia
O Navio Doca Multipropósito Bahia (NDM Bahia) é um navio de assalto anfíbio da classe Foudre de fabricação francesa. O navio, construído para a marinha francesa pela Naval Group e nomeado Siroco, ficou a serviço da Marinha Nacional da França de 1998 até 2015, quando foi adquirido pela Marinha do Brasil.

## História
Durante o período em operação pela marinha francesa, o navio participou de missões de paz da ONU e da OTAN.
Ele participou na retirada de cidadãos europeus durante os conflitos em 2006 no Líbano, participou da ajuda humanitária após o terremoto do Haiti em 2010.
Em dezembro de 1998 o navio entrou ao serviço da Marinha Nacional da França.
Em 2013 a Armada Chilena manifestou interesse na compra do Siroco, mas no final de 2014 anunciou que não pretendia adquiri-lo.
A marinha francesa agendou o descomissionamento do navio para Junho de 2015, tendo o governo francês encetado contatos com outros países na tentativa de negociar a venda o navio.
Em janeiro de 2015 uma comissão de avaliação da Marinha do Brasil recomendou a compra do navio Siroco.
Em março de 2015 foi anunciado que o Governo de Portugal estava a considerar seriamente a compra do navio, como alternativa ao suspenso Projeto NAVPOL da Marinha Portuguesa. O processo de aquisição acabou contudo por não avançar, por ter sido identificado que o navio não respondia às necessidades das Forças Armadas Portuguesas, incluindo a sua incapacidade para suportar os helicópteros AgustaWestland EH101 operados por aquelas.
Em agosto de 2015 foi anunciado que o Governo Brasileiro adquiriu o navio como uma compra de oportunidade, após a desistência da Marinha Portuguesa que, por ser membro da OTAN, teria prioridade na compra. A compra do navio possibilitou um incremento das capacidades anfíbias e aeronavais da armada, além de contribuir para a manutenção da logística da Missão de paz no Haiti e de ajuda humanitária, graças ao centro hospitalar que o Bahia dispõe.

## Características
- Comprimento: 168 m
- Largura: 23,5 m
- Calado: 5,2 m
- Deslocamento: 11,300 toneladas (padrão) ou 12,000 toneladas (plena carga)
- Propulsão: 2 motores SEMT Pielstick 16 PC 2.5 V400 diesel
- Velocidade: Máxima 21 nós/Padrão: 15 nós
- Alcance: 20,300 km (11,000 milhas náuticas) a 15 nós (28 km/h)
- Tripulação: 224 marinheiros, com a capacidade de transportar até 450 fuzileiros navais
- Armamento: 3 Simbad/3 30 mm Breda-Mauser/4 12,7 mm M2-HB Browing[6]
- Doca: 1 732 m²[7]
- Equipamentos: Uma embarcação de desembarque de viaturas e materiais e quatro de desembarque de materiais gerais.[7]
- Hangar: Com capacidade para até três helicópteros de porte médio, como o MH-16 e o UH-15.